# جوستين ماتيو
جوستين ماتيو (بالهولندية: Justin Mathieu)‏ (12 أبريل 1996 بخورلا في هولندا - ) هو لاعب كرة قدم هولندي في مركز الوسط. لعب مع غو أهد إيغلز وفيلم تو تيلبورغ وتوب أوس.

## روابط خارجية
- جوستين ماتيو على موقع قاعدة بيانات كرة القدم.إي يو (الإنجليزية)
- جوستين ماتيو على موقع Soccerway.com (الإنجليزية)
- جوستين ماتيو على موقع عالم كرة القدم.نت (الإنجليزية)